# Rhacaplacarus gladius
Rhacaplacarus gladius är en kvalsterart som först beskrevs av Wojciech Niedbała 2004.  Rhacaplacarus gladius ingår i släktet Rhacaplacarus och familjen Phthiracaridae. Inga underarter finns listade i Catalogue of Life.